# Ванеша Рудбараки
Ванеша Рудбараки (фр. Vanecha Roudbaraki, араб. وانشا رودبارکی‎; род. 18 ноября 1966, Решт, Иран) — французская художница-экспрессионистка. Родилась в зороастрийской семье. В 1990 году окончила местный университет со степенью магистра математики и в 1991 году переехала во Францию, Париж.

## Творчество
В своих картинах Ванеша использует философию и математику, как инструмент творческого самовыражения. Так же она является автором нескольких портретов членов семьи изгнанной из Ирана королевской династии Пахлави. Её работы представлены в различных галереях и выставках, включая Гран-Плас, Carrousel du Louvre, Salon d’Automne, Art en Capital и Le Salon Comparaison в Париже, Международный фестиваль в Риме, Gallery Centro Storico, Florence Biennale, CHIANCIANO ART MUSEUM в Италии, London Biennale, Kay Meek Center в Ванкувере, Gallery GORA в Монреале, Seyhoun Gallery в Лос Анжелесе, Выставка искусства в Пекине (2008) и т.д.